# Плоска чешма
Чешмата паметник в Плоски е военен паметник чешма, разположена на малък площад пред кметството на селото. Посветена е на загиналите във войните от 1912 – 1918 година от Плоски.